# Ewald Gerhard Seeliger

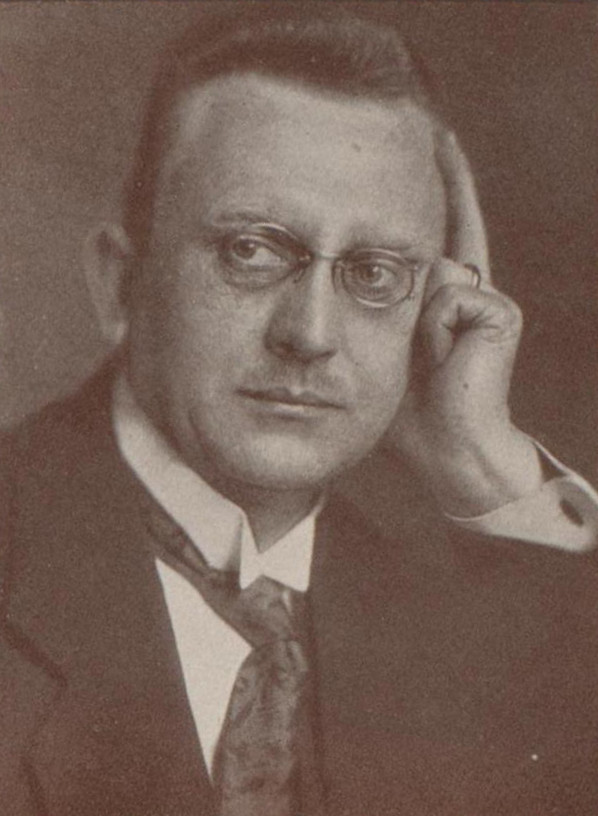
Ewald Gerhard Seeliger, um 1919

Ewald Gerhard Seeliger (Pseudonyme: Ewger Seeliger, Ewger Seeliger Menschheit, Marquardt van Vryndt; * 11. Oktober 1877 in Rathau, Landkreis Brieg, Provinz Schlesien; † 8. Juni 1959 in Cham, Oberpfalz) war ein deutscher Schriftsteller. 

## Leben
Ewald Gerhard Seeliger war der Sohn eines Lehrers. Nach dem Besuch eines Lehrerseminars wirkte er ab 1897 als Volksschullehrer in Schlesien, ab 1899 an der Deutschen Schule in Genua und ab 1900 in Hamburg. 1901 heiratete er die Tochter eines jüdischen Kaufmanns. Seine ab der Jahrhundertwende erschienenen literarischen Arbeiten waren derart erfolgreich, dass er 1907 den Lehrerberuf aufgab und als freier Schriftsteller zunächst in Hamburg und von 1910 bis 1914 in Wedel lebte. Sein Bruder Paul war dort bei den optischen Werken J.D. Möller beschäftigt. Seeliger nahm ab 1915 als Unteroffizier einer Marineflieger-Einheit am Ersten Weltkrieg teil. Ab 1920 lebte er in einem eigenen Haus im oberbayerischen Walchensee.
Nach der Veröffentlichung seines Handbuchs des Schwindels und dessen Beschlagnahme im Jahre 1922 wurde Seeliger 1923 zur Beobachtung in die Psychiatrische Klinik in Haar eingeliefert, aber nach sechswöchigem Aufenthalt wieder entlassen. Während der Zwanzigerjahre war Seeliger weiter als Schriftsteller tätig, teilweise erschienen seine von anarchistischem und pazifistischem Gedankengut beeinflussten Werke im Selbstverlag. Nach der nationalsozialistischen Machtergreifung im Jahre 1933 griff Seeliger im Zuge eines seiner sog. „Hominidissimus“-Experimente in satirischer Weise NS-Funktionäre an, woraufhin die Behörden den Autor wegen Verunglimpfung des Nationalsozialismus vorübergehend in sog. „Schutzhaft“ nahmen. Seeliger wurde zwar wieder auf freien Fuß gesetzt, fürchtete jedoch eine erneute, dauerhafte Inhaftierung, verließ Deutschland und lebte in der Schweiz. Bereits im April 1935 kehrte er jedoch nach Deutschland zurück und lebte anschließend zurückgezogen in Hamburg. 1936 wurde er wegen seiner jüdischen Ehefrau aus der Reichsschrifttumskammer ausgeschlossen. Ab 1940 hatte er seinen Wohnsitz in Cham (Oberpfalz). Nach dem Ende des Zweiten Weltkriegs scheiterten Seeligers Versuche, seine älteren Werke wiederaufzulegen.
Ewald Gerhard Seeliger ist Verfasser eines umfangreichen literarischen Werkes, das vorwiegend aus Romanen und Erzählungen besteht. Seeliger versuchte sich in diversen populären Genres wie dem Abenteuer- und Schelmenroman, dem Jugendbuch und der Liebesgeschichte. Daneben veröffentlichte der Autor, der sich der klassischen Aufklärung und ihrem Vernunftoptimismus verpflichtet fühlte, einige sprachmächtige, polemische Werke, in denen er seine eigenwillige Position eines gewaltlosen Anarchismus vertrat. Seeliger ist heute vor allem noch bekannt wegen des 1913 erschienenen und mehrfach verfilmten Bestsellers Peter Voß, der Millionendieb sowie wegen des in den Achtzigerjahren wiederentdeckten Handbuchs des Schwindels.

## Werke
- An der Riviera, Leipzig 1901
- Leute vom Lande, Leipzig 1901
- Aus der Schule geplaudert, Hamburg 1902
- Der Stürmer, Berlin 1904
- Chinesen, Hamburg 1905
- Hamburg, Hamburg 1905
- Nordnordwest, Berlin 1905
- Über den Watten, Berlin [u. a.] 1905
- Auf Tod und Leben, Stuttgart 1906
- Der Schrecken der Völker, Berlin 1908
- Zwischen den Wäldern, Leipzig 1908
- Hans Rintfleisch, Hirschberg 1909
- Mandus Frixens erste Reise, Berlin 1909
- Englands Feind, Wiesbaden 1910
- Meerfahrt, München [u. a.] 1910
- Riffe der Liebe, München [u. a.] 1910
- Top, München [u. a.] 1910
- Zurück zur Scholle, München [u. a.] 1910
- Schlesische Historien, München [u. a.]
  - Bd. 1: Siebzehn schlesische Schwänke, 1911
  - Bd. 2: Schlesien. Ein Buch Balladen, 1911
  - Bd. 3: Zwischen Polen und Böheimb. 20 Historien, 1911
- Die Weiber von Löwenberg, München [u. a.] 1911
- Buntes Blut, München [u. a.] 1913
- Die fünf Komödien des Marquardt van Vryndt, Dresden 1913
- Frau Lenens Scheidung, Dresden 1913
- Mein Vortragsbuch, München [u. a.] 1913
- Niß Ipsen von Bombüll und anderes, Reutlingen 1913
- Peter Voß, der Millionendieb, Berlin [u. a.] 1913
- Das Paradies der Verbrecher, München [u. a.] 1914
- Das sterbende Dorf, München [u. a.] 1914
- Der gelbe Seedieb, Berlin [u. a.] 1915
- Max Doberwitz, der Tantenmörder, Dresden 1915
- Das Meer, Leipzig 1915
- Das amerikanische Duell, Berlin [u. a.] 1916
- Die Abenteuer der vielgeliebten Falsette, München 1918
- Die weißen Indianer, Berlin 1918
- Junker Schlörks tolle Liebesfahrt, München 1919
- Die Macht, Leipzig 1919
- Onkel Tillos Millionen, Lübeck 1921
- Die Zerstörung der Liebe, München 1921
- Die Diva und der Diamant, Berlin 1922
- Handbuch des Schwindels, München 1922 (unter dem Namen Ewger Seeliger Menschheit)
- Die Entjungferung der Welt, Wien 1923 (unter dem Namen Ewger Seeliger Menschheit)
- Das Weltgewissen, Leipzig 1923
- Heinz Wolframs Weihnachtsgeschenke, Mainz 1925
- Die vierzehn kurbrandenburgischen Nothelfer, Berlin 1927
- Rübezahl, Berlin 1928
- Der Streit um die Rote Rose, Berlin 1928
- Zwei richtige Menschen, Niedersedlitz 1931
- Glaube mit Humor, Berlin 1940 (unter dem Namen Ewger Seeliger)
- Liebe mit Humor, Berlin 1940 (unter dem Namen Ewger Seeliger)
- Siege mit Humor, Berlin 1940 (unter dem Namen Ewger Seeliger)
- Liebe, zwischen den Wäldern, Hamburg 1942
- Messias Humor, Erlangen 2005 (unter dem Namen Ewger Seeliger)[3]
- Diva, Voß und Weiwur, Viechtach 2006